# 榄香素
榄香素（又称榄香脂素）是一种苯丙烯，是多种植物精油的组分之一。

## 天然来源
榄香素是存在于油树脂中，也是吕宋橄榄精油的成分之一；榄香素的英文名称 elemicin 即源自这种树（elemi）。有研究显示，新鲜的吕宋橄榄精油中含有2.4%的榄香素。肉豆蔻的油和干皮中也含有榄香素，分别占比2.4%和10.5%。从结构上来看，榄香素和肉豆蔻醚十分相似，两种物质也都见于肉豆蔻中。

## 分离
榄香素最早是通过真空蒸馏，从吕宋橄榄精油中分离出来的。蒸馏温度在162-165 °C之间，气压减至10托。

## 制备
榄香素可以通过丁香酚和烯丙基溴，发生威廉姆逊合成反应和克莱森重排反应制得。次要发生的科普重排反应使得对位能进行亲电芳香取代。这种情况下的产量能达到85%以上。

## 用途
榄香素可用于合成麦司卡林。

## 药理学
生肉豆蔻能起到类似抗胆碱剂的反应，其主要作用就源于榄香素和肉豆蔻醚。